# Arkport
Arkport es una villa ubicada en el condado de Steuben en el estado estadounidense de Nueva York. En el año 2000 tenía una población de 832 habitantes y una densidad poblacional de 467 personas por km².

## Geografía
Arkport se encuentra ubicada en las coordenadas 42°23′36″N 77°41′46″O / 42.39333, -77.69611.

## Demografía
Según la Oficina del Censo en 2000 los ingresos medios por hogar en la localidad eran de $36 250, y los ingresos medios por familia eran $48 684. Los hombres tenían unos ingresos medios de $36 136 frente a los $21 806 para las mujeres. La renta per cápita para la localidad era de $16 170. Alrededor del 5% de la población estaban por debajo del umbral de pobreza.